# Piotr Frąckiewicz
Piotr Frąckiewicz (ur. 22 marca 1989 w Zielonej Górze) – polski lekkoatleta specjalizujący się w rzucie oszczepem.
W 2007 zajął 4. miejsce w mistrzostwach Polski juniorów. W roku 2008 bez powodzenia startował w mistrzostwach świata juniorów. Uczestnik młodzieżowych mistrzostw Europy (2009) – z wynikiem 70,38 nie awansował do finału. Brązowy medalista mistrzostw Polski seniorów, które w 2009 roku odbyły się w Bydgoszczy. Młodzieżowy Mistrz Polski z 2009 roku wynikiem 76,30. Startuje w barwach ZLKL-u Zielona Góra. 
Rekord życiowy: 78,02 (18 września 2009, Kołobrzeg).

## Osiągnięcia
| Rok  | Impreza                                   | Miejsce   | Lokata             | Wynik |
| ---- | ----------------------------------------- | --------- | ------------------ | ----- |
| 2008 | Mistrzostwa świata juniorów               | Bydgoszcz | el. - 21. miejsce  | 61,53 |
| 2009 | Młodzieżowe mistrzostwa Europy            | Kowno     | el. - A 11 miejsce | 70,38 |
| 2009 | Mecz Niemcy - Polska - Austria/Szwajcaria | Berlin    | 2. miejsce         | 73,00 |